# Đường vành đai 1 (Thành phố Hồ Chí Minh)

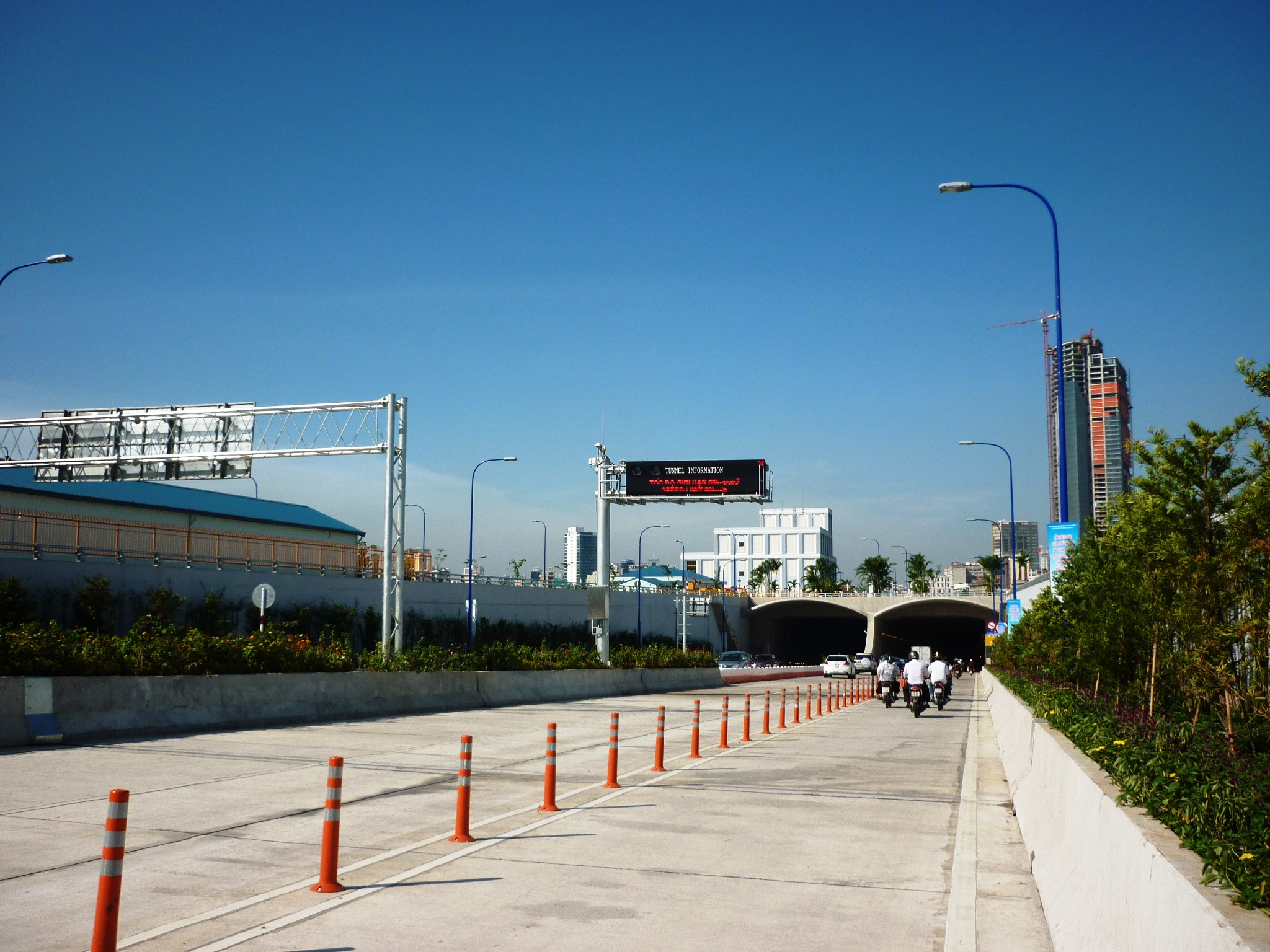
Hầm sông Sài Gòn trên tuyến vành đai 1

Đường Vành đai 1 là tuyến đường chính đô thị cấp I của TPHCM. Dự án bắt đầu từ Ngã tư Linh Đông (Thành phố Thủ Đức) theo đường Phạm Văn Đồng đến sân bay Tân Sơn Nhất (Q. Tân Bình). Sau đó rẽ trái theo đường Trường Sơn - Trần Quốc Hoàn - Hoàng Văn Thụ, vượt nút giao Lăng Cha Cả và nút giao Bảy Hiền đến nút giao Hồng Lạc - Võ Thành Trang. Tiếp tục theo đường Hồng Lạc - Thoại Ngọc Hầu đến Nút giao Bốn Xã (Q. Bình Tân). Vượt nút giao Bốn Xã, dự án đi theo hương lộ 2 đến nút giao đường Liên khu 2-5 thì rẽ trái cắt qua đường Chiến Lược, Tỉnh lộ 10, đường số 7, Kinh Dương Vương, Võ Văn Kiệt, Hầm Thủ Thiêm, Mai Chí Thọ kêt thúc tại cầu Rạch Chiếc (đường Xa lộ Hà Nội, phường An Phú, thành phố Thủ Đức). Tuyến đường dài 25,3km đi qua địa phận quận Bình Thạnh, quận Gò Vấp, quận Phú Nhuận, quận Tân Bình, quận Tân Phú, quận Bình Tân, Quận 8, huyện Bình Chánh, Quận 6, Quận 5, Quận 1, huyện Nhà Bè và thành phố Thủ Đức.

Theo điều chỉnh Quy hoạch mạng lưới đường bộ thời kỳ 2021–2030, tầm nhìn đến năm 2050 được Thủ tướng Chính phủ phê duyệt tại Quyết định số 12/QĐ-TTg ngày 4 tháng 1 năm 2025, đường Vành đai 1 sẽ kéo dài đến đường Xa lộ Hà Nội, điểm cuối nằm ở chân cầu Rạch Chiếc, phường An Phú, thành phố Thủ Đức.

## Lộ trình
- Đoạn 1 (Đường nối Tân Sơn Nhất - Bình Lợi - Vành Đai Ngoài): Linh Đông (nút giao Vành đai 2) - Tân Sơn Nhất dài 10km. Đoạn này đã hoàn thành, trùng với đường Phạm Văn Đồng (lộ giới 60m, 10 làn xe) và cặp đường 1 chiều Bạch Đằng - Hồng Hà (tổng lộ giới 40m, 6 làn xe)
- Đoạn 2 (đường Vành Đai Trong): Tân Sơn Nhất - Bảy Hiền - Bốn Xã dài 7,5km
  - Đoạn 2.1: Tân Sơn Nhất - Bảy Hiền dài 3,3km. Đoạn này đi trùng với các tuyến đường: Trường Sơn (lộ giới 60m, 8 làn xe), Trần Quốc Hoàn (lộ giới 50m, 8 làn xe), Hoàng Văn Thụ (lộ giới 32m, 6 làn xe).
  - Đoạn 2.2: Bảy Hiền - Bốn Xã dài 4,2km. Gồm các tuyến đường: đường nối Ngã tư Bảy Hiền - Âu Cơ (lộ giới 32m, 6 làn xe), Thoại Ngọc Hầu (lộ giới 44m, 8 làn xe).

Đoạn này chưa được xây dựng, mở rộng theo lộ giới.
- Đoạn 3 (đường Vành Đai Trong): Bốn Xã - Nguyễn Văn Linh dài 8km (lộ giới 60m). Gồm các tuyến đường: Hương lộ 2, đường nối Hương lộ 2 - đường số 29; đường Vành đai trong; đường nối Kinh Dương Vương - Nguyễn Văn Linh (huyện Bình Chánh). Đoạn này chỉ mới hoàn thiện đoạn thuộc Khu đô thị Tên Lửa (Q. Bình Tân).
- Đoạn 4 (Vành Đai Trong nối dài) dài 5,5km (lộ giới 40-60m) đoạn này không thuộc dự án đường Vành Đai 1 mà chỉ là tuyến nối. Dự án bắt đầu từ đường Nguyễn Văn Linh đi theo hướng Đông Nam cắt qua dự án đường song hành QL50, QL50, dự án QL50B, vượt qua kênh Cây Khô kết thúc tại đường Nguyễn Bình. Đoạn này chỉ mới khởi công xây dựng được cầu qua kênh Cây Khô (xã Phước Lộc, Nhà Bè), hiện tại đang ngừng thi công do vướng mặt bằng.
- Đoạn 5 (Vành Đai Trong) dài 22km (lộ giới 40-60m). Gồm các tuyến đường: Võ Văn Kiệt, Hầm Thủ Thiêm, Mai Chí Thọ, Võ Nguyên Giáp.